# День медицинского работника
День медицинского работника (день медработника, день медика) — отмечался в СССР и отмечается в России каждый год в третье воскресенье июня.

## История
День медицинского работника отмечался в СССР на основании Указа Президиума Верховного Совета СССР от 1 октября 1980 года «О праздничных и памятных днях» (в редакции Указа Президиума Верховного Совета СССР от 1 ноября 1988 г. № 9724‑XI «О внесении изменений в законодательство СССР о праздничных и памятных днях»).
Отмечается в третье воскресенье июня в России, Белоруссии и Казахстане. Кроме того, в Латвии отмечается с 2011 года в тот же день по указу Сейма, а в Азербайджане отмечается 17 июня. В Кыргызстане отмечается в первое воскресенье июля. В Таджикистане отмечается 18 августа (день рождения Авиценны).